# Željko Ivanek
Željko Ivanek (API : [ˈʒeʎko iˈʋanək]) est un acteur slovéno-américain, né le 15 août 1957 à Ljubljana (alors en Yougoslavie, aujourd'hui en Slovénie).

## Biographie
Né en Slovénie, Željko Ivanek a émigré aux États-Unis avec ses parents en 1960, alors qu'il avait 3 ans. Il sort diplômé de l’université Yale en 1978 et part suivre des cours à la London Academy of Music and Dramatic Art. En 1982, il crée le rôle de Hally dans la pièce Master Harold… and the Boys d’Athol Fugard. Il joue également dans les premières représentations américaines de pièces remarquées, comme Cloud Nine de Caryl Churchill (pour laquelle il remporte un Drama Desk Award en 1981) ou The Pillowman de Martin McDonagh.
Ivanek se produit fréquemment à Broadway et a été nommé trois fois aux Tony Awards. Il est davantage connu du grand public pour ses seconds rôles dans des séries télévisées telles que X-Files, Homicide, Oz, Lost, Dr House ou Heroes. Dans ses apparitions sur grand écran, il incarne souvent des avocats et des hauts fonctionnaires.
En 2001, il interprète Andre Drazen, un des principaux antagonistes de Jack Bauer dans la première saison de 24 heures chrono, qui apparaît de l’épisode 10 jusqu’à la fin de la saison.
Il a interprété John Dickinson, délégué de la Pennsylvanie au Second Congrès continental, dans la mini-série John Adams produite par HBO. On l’a revu sur la même chaîne dans la série True Blood.
En septembre 2008, il est récompensé par l’Emmy Award du meilleur second rôle pour son personnage de Ray Fiske dans Damages.

## Filmographie

### Cinéma
- 1982 : Le Soldat (The Soldier) : un artificier
- 1982 : Tex : un auto-stoppeur
- 1982 : Rêves sanglants (The Sender) : John Doe #83
- 1984 : Prêchi-prêcha (Mass Appeal) : Mark Dolson
- 1987 : Rachel River : Momo
- 1990 : Umetni raj (Artificial Paradise) : Willy
- 1992 : La Différence (School Ties) de Robert Mandel : M. Cleary
- 1996 : Lame de fond (White Squall) : le capitaine des garde-côtes Sanders
- 1996 : À l'épreuve du feu (Courage Under Fire) : Ben Banacek
- 1996 : Infinity : Bill Price
- 1996 : L'Associé (The Associate) : l'agent Thompkins, fonctionnaire de la SEC
- 1997 : Donnie Brasco : Tim Curley
- 1997 : Julian Po : Tom Potter
- 1998 : Nowhere to Go de John Caire : Jack Walker
- 1998 : Préjudice (A Civil Action) : Bill Crowley
- 1999 : La neige tombait sur les cèdres (Snow Falling on Cedars) : Dr Whitman
- 2000 : Dancer in the Dark : le procureur général
- 2001 : Hannibal : Dr Cordell Doemling
- 2001 : La Chute du faucon noir (Black Hawk Down) : le lieutenant colonel Gary Harrell
- 2002 : Infidèle (Unfaithful) : l'inspecteur Dean
- 2003 : Dogville : Ben
- 2004 : Un crime dans la tête (The Manchurian Candidate) : Vaughn Utly
- 2005 : Manderlay : Dr Hector
- 2006 : Faussaire (The Hoax) : Ralph Graves
- 2007 : Ascension Day : Master Travis
- 2007 : Die Hard 4 : Retour en enfer (Live Free or Die Hard) : Molina
- 2008 : Bons baisers de Bruges (In Bruges) : le Canadien dans le train
- 2011 : Le Casse de Central Park (Tower Heist) : le directeur du FBI Mazin
- 2012 : The Words de Brian Klugman et Lee Sternthal : Joseph Cutler
- 2012 : Jason Bourne : L'Héritage : Dr Donald Foite
- 2012 : Argo : Robert Pender
- 2013 : Sept psychopathes (Seven Psychopaths) : Paulo
- 2017 : Three Billboards : Les Panneaux de la vengeance (Three Billboards Outside Ebbing, Missouri) de Martin McDonagh : Cedric Connolly
- 2021 : Un espion ordinaire (The Courier) de Dominic Cooke : John McCone, directeur de la CIA
- 2021 : Le Dernier Duel (The Last Duel) de Ridley Scott : Le Coq

### Télévision

#### Téléfilms
- 1984 : Le soleil se lève aussi (The Sun Also Rises) : Bill Gorton
- 1987 : L'Emprise du mal (Echoes in the Darkness) : Vince Valaitis
- 1991 : Aftermath: A Test of Love : Matt
- 1991 : Au-delà du désespoir (Our Sons) : Donald Barnes
- 1993 : New Year : Larry Fishkin
- 1995 : My Brother's Keeper : Dr Hill
- 1995 : Truman : Eddie Jacobsen
- 1996 : After Jimmy (en) : Dr Darren Walters
- 1997 : La Maison bleue (Ellen Foster) : le psychologue d'éducation
- 1998 : Les Rois de Las Vegas (The Rat Pack) : Bobby Kennedy
- 1999 : Dash and Lilly : Mel Berman
- 2000 : Sally Hemings: An American Scandal : Thomas Mann Randolph
- 2000 : Homicide : Ed Danvers
- 2003 : The Reagans (en) : Michael Deaver
- 2005 : Hate : rôle inconnu

#### Séries télévisées
- 1981-1982 : The Edge of Night : Sammy Wheaton (épisodes inconnus)
- 1983 : Great Performances : le Lièvre de mars d’Alice au pays des merveilles (saison 12, épisode 2 : Alice in Wonderland)
- 1987 : American Playhouse : George Deever (saison 6, épisode 1 : All My Sons)
- 1987 : Hôpital St Elsewhere (St. Elsewhere) : Mark Dolson (saison 5, épisode 18 : You Again?)
- 1990 : La Loi de Los Angeles (L.A. Law) : Joel Lassen (saison 4, épisode 16 : Une croix sans Dieu)
- 1993 / 1997-1999 / 2004 : New York, police judiciaire (Law and Order) : Phillip Swann (saison 4, épisode 8 : La Fin d’un rêve) / le procureur adjoint Ed Danvers (saison 8, épisodes 6 : Mon enfant ! et saison 9, épisode 14 : Querelles de clochers) / Richard Kaplan (saison 15, épisode 7 : Au-dessus des lois)
- 1993-1999 : Homicide (Homicide: Life on the Street) : Ed Danvers (37 épisodes)
- 1994 : X-Files : Aux frontières du réel : Roland Fuller / Dr Arthur Grable (saison 1, épisode 23 : Roland)
- 1995 : If Not for You  : Elliot Gordon (saison 1, épisode 1 : Pilote)
- 1995 : Arabesque (Murder, She Wrote) : Eddie Saunders (saison 11, épisode 22 : Soins à domicile)
- 1997 : Chicago Hope : La Vie à tout prix (Chicago Hope) : Eugene Ramsey (saison 3, épisode 14 : Prise d'otages)
- 1997 : Frasier : Dr Arnold Shaw (saison 4, épisode 12 : Déprime)
- 1997 : MillenniuM : Dr Daniel « Danny » Miller (saison 1, épisode 17 : Les Jumeaux diaboliques)
- 1997 : Total Security : Ronald Ducote (saison 1, épisode 1 : Pilote)
- 1997 : C-16 (C-16: FBI) : Loren Bitts (saison 1, épisode 3 : Radio FBI)
- 1997 : Ally McBeal : le juge Marshal Pink (saison 1, épisode 5 : Le Procès)
- 1997 : Players, les maîtres du jeu : Eduard Micah (saison 1, épisode 4 : Faux ce qu’il… faux)
- 1997 / 2001 / 2002 : The Practice : Bobby Donnell et Associés : le procureur général Mark McGovern (saison 1, épisode 11 : Paroles de femmes) / le procureur fédéral Sanders (saison 5, épisode 18 : Gain de cause) / Matthew Davies (saison 7, épisode 5 : Affaire de voisinage)
- 1997-2003 : Oz : le gouverneur James Devlin (27 épisodes)
- 1998 : De la Terre à la Lune (From the Earth to the Moon) : Ken Mattingly (mini-série - saison 1, épisode 11 : Le Club des femmes)
- 1998 : Trinity : Tim Holloway (saison 1, épisode 6 : …To Forgive, Divine)
- 2000 : Urgences (ER) : Bruce Resnick (saison 7, épisode 8 : La Valse hésitation)
- 2001 : The Job : Peter (saison 1, épisode 6 : En colère)
- 2002 : Preuve à l'appui (Crossing Jordan) : Dr Elliot McCafferty (saison 1, épisode 20 : Le Don de la vie)
- 2002 : 24 heures chrono : Andre Drazen (15 épisodes, saison 1)
- 2002 : La Treizième Dimension (The Twilight Zone) : le chirurgien en chef (saison 1, épisodes 11 et 12 : Un homme branché, 1re et 2e partie)
- 2003 : À la Maison-Blanche (The West Wing) : Steve Atwood (saison 5, épisode 1 : Portée disparue et 2 : Les Chiens de guerre)
- 2003 : Les Forces du mal (Touching Evil) : Ronald Hinks (saison 1, épisode 1 : Le Professeur)
- 2004 : The Jury : Mason Garvey (saison 1, épisode 10 : À la folie)
- 2005 : New York Police Blues (NYPD Blue) : Justin Deroos (saison 12, épisode 13 : Meurtre chez les repentis)
- 2005 : Les Experts (CSI: Crime Scene Investigation) : Andrew Melton (saison 5, épisode 13 : Les Poupées russes)
- 2005 : The Inside : Dans la tête des tueurs : Teddy Bunch (saison 1, épisode 4 : L’Innocence perdue)
- 2006 : New York, unité spéciale (Law and Order: Special Victims Unit) : Everett Drake (saison 7, épisode 14 : La Fille-mère)
- 2006 : Bones : Carl Decker (saison 1, épisode 11 : Témoin gênant)
- 2006 : Cold Case : Affaires classées : John Doe (saison 3, épisode 16 : Immortels)
- 2006 : Shark : Elliott Dasher (saison 1, épisode 2 : Une question de confiance et 6 : L’habit ne fait pas le moine)
- 2007 : Lost : Les Disparus : Edmund Burke (saison 3, épisode 7 : Loin de chez elle)
- 2007 : Queens Supreme : Carl Sipple (saison 1, épisode 5 : Mad About You)
- 2007-2010 : Damages : Ray Fiske (16 épisodes)
- 2008 : John Adams : John Dickinson (mini-série - saison 1, épisode 1 : Join or Die et 2 : Independence)
- 2008 : Numbers : William Fraley (saison 4, épisode 18 : Un soupçon de doute)
- 2008 : Dr House : Jason (saison 5, épisode 9 : Un diagnostic ou je tire)
- 2008-2010 et 2014 : True Blood : Magnus alias l’Ordonnateur (5 épisodes)
- 2008, 2010 : Mentalist (The Mentalist) : Dr Linus Wagner (saison 1, épisode 1 : Pilote et saison 3, épisode 8 : Jane en danger)
- 2009 : Heroes : Emile Danko (13 épisodes, saison 3)
- 2009-2010 : Big Love : J. J. Percy Walker (12 épisodes, saison 3)
- 2010-2011 : The Event : Blake Sterling (22 épisodes)
- 2012-2013 : The Mob Doctor : Dr Stafford White (13 épisodes)
- 2013-2014 : Revolution : Dr Calvin Horn (5 épisodes)
- 2013 : FBI : Duo très spécial : Brett Forsythe (saison 5, épisode 8)
- 2014 : Banshee Origins : Jim Racine (mini-série - 4 épisodes)
- 2014 : Banshee : Jim Racine (3 épisodes)
- 2014 : The Americans : John Skeevers (saison 2, épisode 11)
- 2014 : Suits : Avocats sur mesure (Suits) : Eric Woodall (3 épisodes)
- 2014 : Legends : le père fondateur (saison 1, épisode 1)
- 2014 : 12 Monkeys : Leland Frost[3] (saison 1, épisodes 1 et 11)
- 2014-2019 : Madam Secretary : Russell Jackson[3]
- 2023 : The Walking Dead: Dead City : le Croate
- 2025 : New York, police judiciaire : Charles Banks (saison 24, épisode 11)

## Distinctions

### Récompenses
- Drama Desk Awards 1981 : Meilleur second rôle au théâtre pour Cloud Nine
- Emmy Award 2008 : Meilleur second rôle dans un feuilleton ou une série dramatique pour Damages

### Nominations
- Tony Awards 1983 et 2006 : Meilleur acteur pour les pièces Brighton Beach Memoirs et Ouragan sur le Caine
- Tony Award 1992 : Meilleur second rôle pour la pièce Two Shakespearean Actors
- Satellite Award 2008 : Meilleur acteur dans un second rôle (celui d'avocat) dans la série télévisée Damages

## Voix francophones
En France, Hervé Bellon, est la voix régulière de Željko Ivanek. Emmanuel Karsen, Daniel Lafourcade et Jérôme Keen l'ont également doublé respectivement à six reprises pour le premier et à quatre occasions pour les deux suivants.